# Ethelweard
Ethelweard (Engels: Ælfweard of Wessex; ca. 902 - Oxford, 2 augustus 924) was in 924 koning van Wessex. Hij was de zoon van koning Eduard de Oudere (871-924) en de jongere halfbroer van zijn opvolger Athelstan.
Eduard de Oudere was de oudste zoon van koning Alfred de Grote en koningin Elswith. Toen Eduard 22 was, schijnt hij getrouwd te zijn met Egwina. Dit huwelijk was echter onecht (niet door een priester ingewijd). Samen kregen ze drie kinderen, waaronder Athelstan. Van Ethelweard is slechts weinig bekend. Hij was de eerste zoon uit het huwelijk van koning Eduard de Oudere met zijn tweede vrouw koningin Aelflaed, dochter van "ealdorman" Aethelhelm van Wiltshire. Dit huwelijk was wel erkend.
Toen Ethelweards vader stierf op 17 juli 924, werd hij op de troon gezet door de mannen van Wessex. Het volk van Mercia wilde echter liever zijn oudere halfbroer Athelstan als koning. Dit was omstreden door de dubieuze status van het eerste huwelijk van Eduard. Het is mogelijk de bedoeling geweest dat het koninkrijk verdeeld zou worden tussen Ethelweard en Athelstan. Ethelweard overleed echter op jonge leeftijd in Oxford, slechts vijftien dagen na zijn kroning, onder mysterieuze omstandigheden. Ethelweard werd samen met zijn vader in Winchester begraven en Athelstan werd koning van geheel Engeland.